# Saint-Jean-d'Heurs
Saint-Jean-d'Heurs é uma comuna francesa na região administrativa de Auvérnia-Ródano-Alpes, no departamento Puy-de-Dôme. Estende-se por uma área de 11,22 km². Em 2010 a comuna tinha 666 habitantes (densidade: 59,4 hab./km²).